# Aremonia agrimonoides
Aremonia agrimonoides là loài thực vật có hoa trong họ Hoa hồng. Loài này được (L.) DC. mô tả khoa học đầu tiên năm 1825.

## Hình ảnh

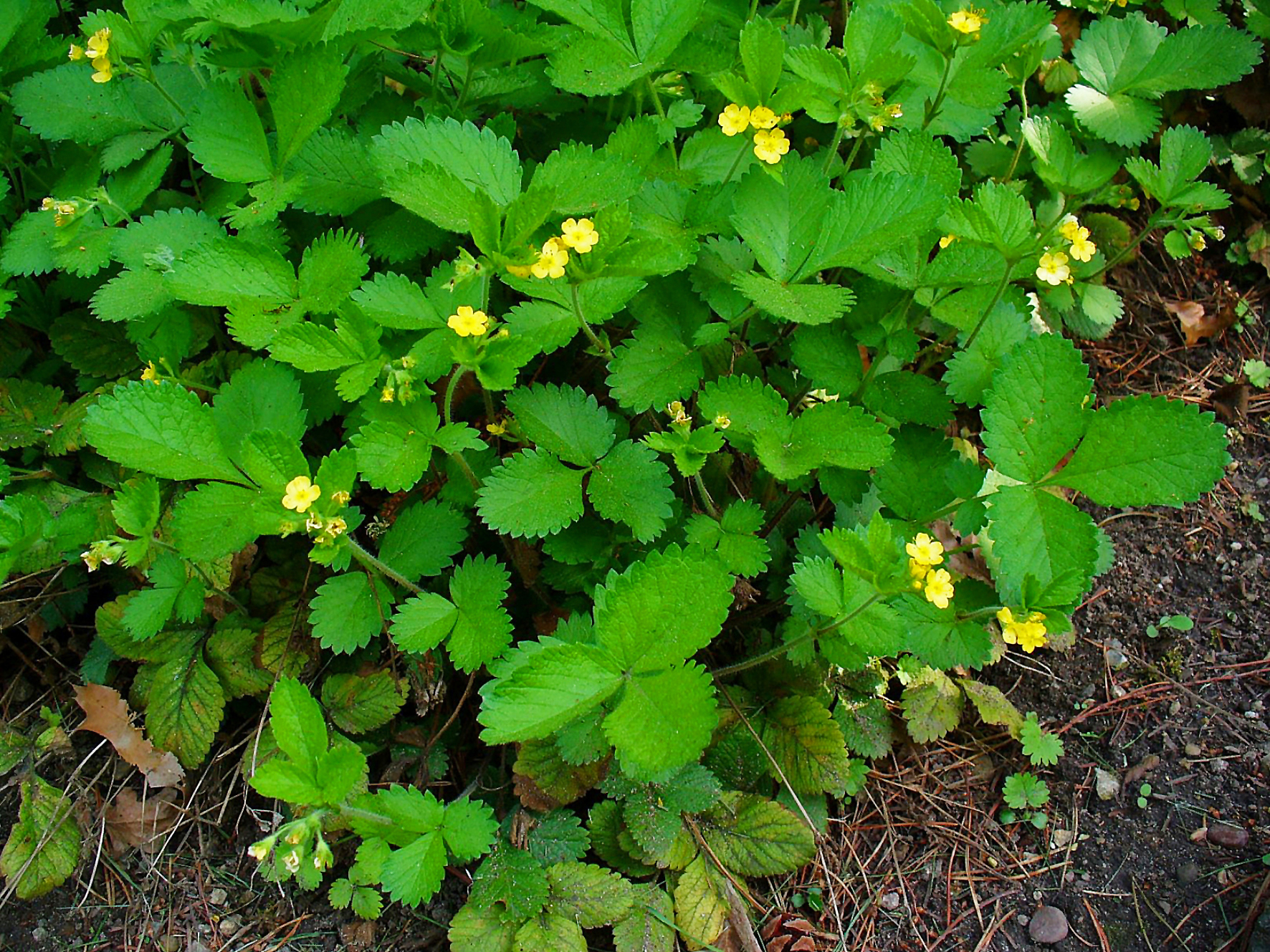
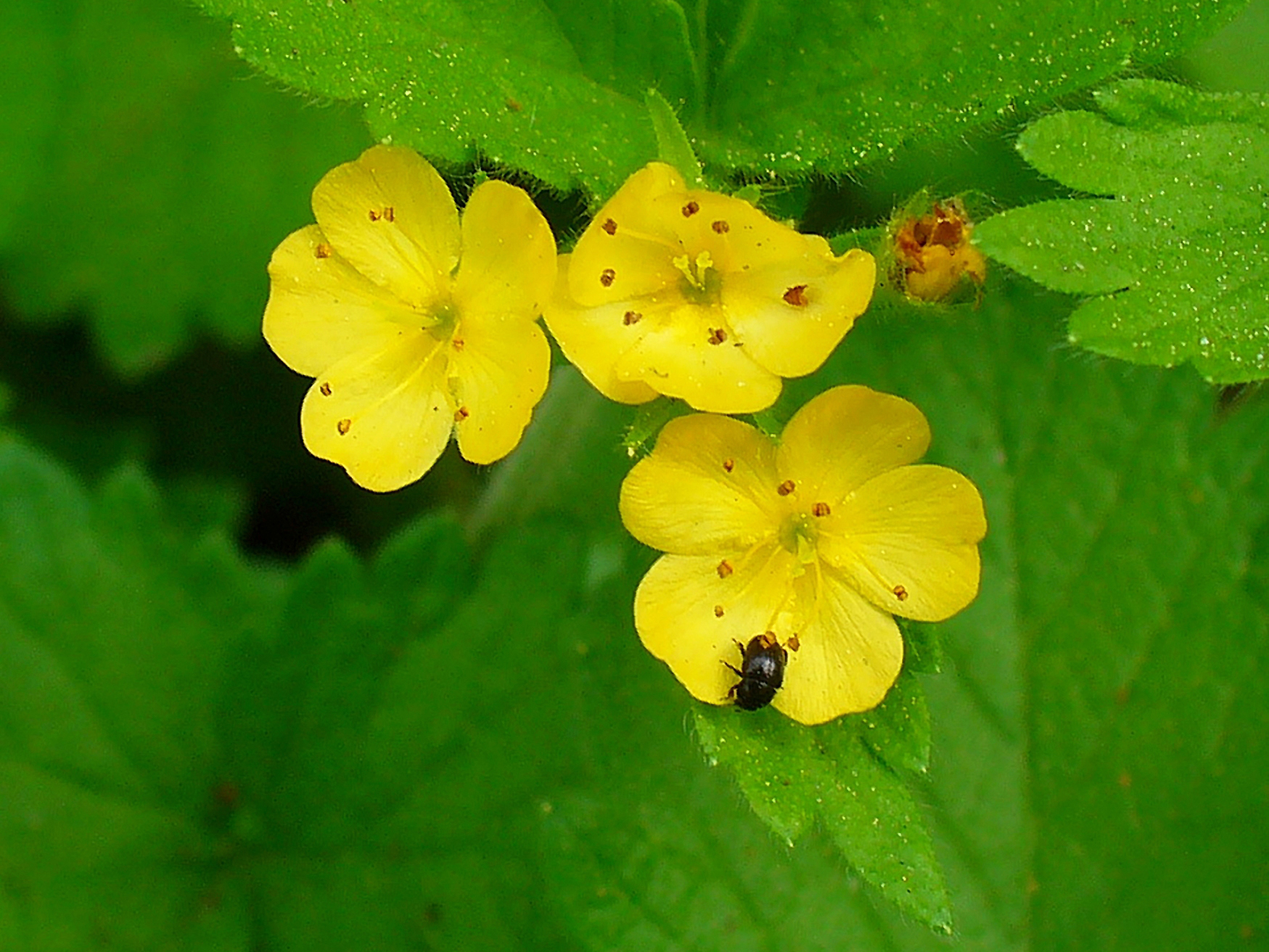
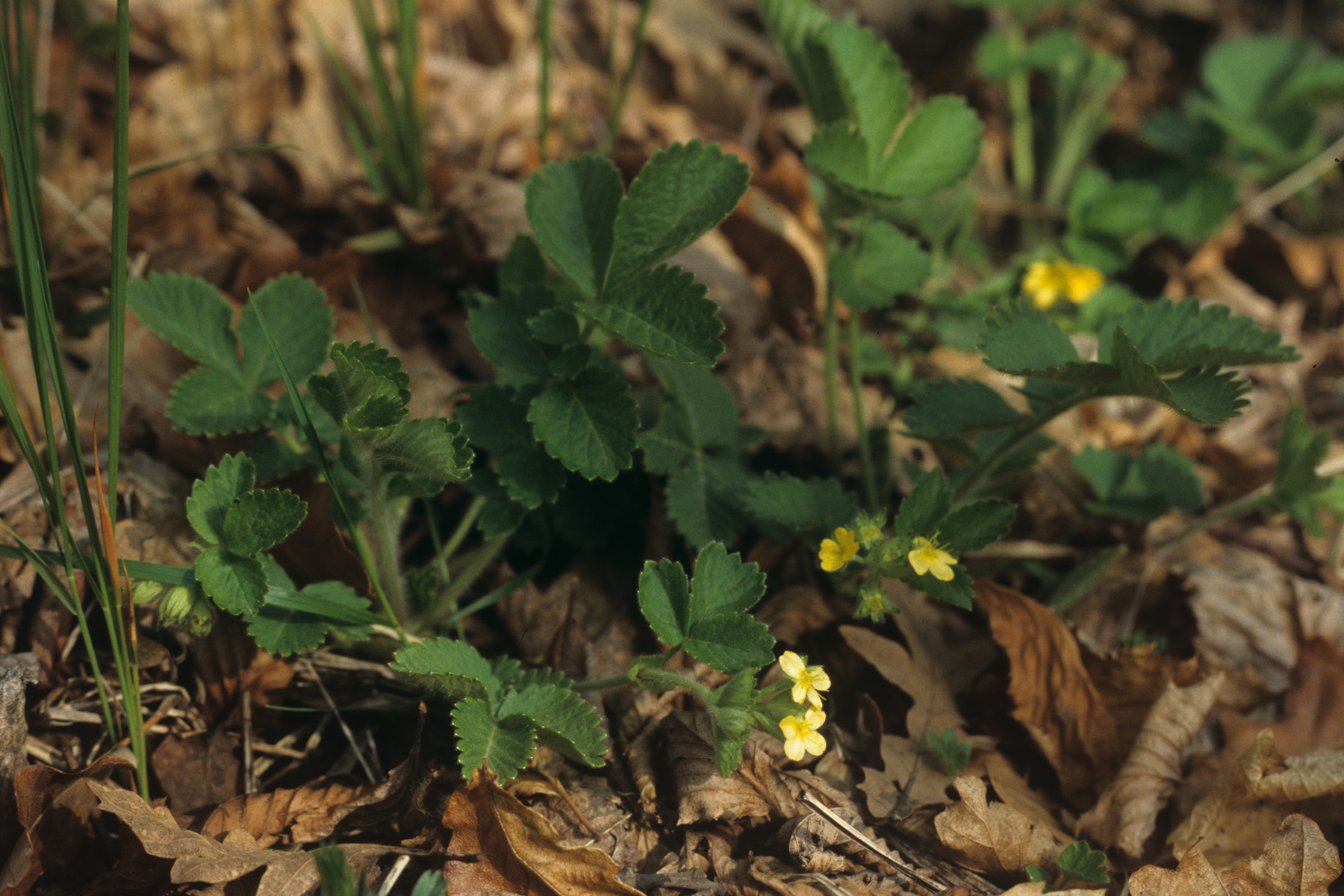